# Diablak (Pogórze Kaczawskie)
Diablak (niem. Hohle Stein) – wzniesienie o wysokości 391 m n.p.m., w południowo-zachodniej Polsce, na Pogórzu Kaczawskim, na Pogórzu Złotoryjskim.
Leży w północno-wschodniej części Pogórza Kaczawskiego, w północno-zachodniej części Pogórza Złotoryjskiego, około 1,5 km na południe od Wilkowa.
Wzniesienie położone jest na terenie otuliny Parku Krajobrazowego "Chełmy", w woj. dolnośląskim.
To bazaltowe wzniesienie utwardza próg strukturalny (kuestę) o przebiegu północny zachód - południowy wschód. Na północnym zachodzie grzbiet ten kończy się Czerwonym Kamieniem, a na południowym wschodzie łączy się z gniazdem Łysanki, Sosnówki i Trupienia i Prusickiej Góry. Zbocze południowo-zachodnie stromo spada do doliny Wilczej, a północne łagodnie ku dolinie Drążnicy. Linia grzbietowa i północne zbocze zbudowane są z gruboziarnistych piaskowców o jasnych barwach oraz margli górnokredowych. Poniżej, na zboczach południowych występują dolnotriasowe (pstry piaskowiec) piaskowce czerwone, przeważnie przykryte glinami zboczowymi i rumoszem skalnym. Jeszcze niżej zalegają permskie (cechsztyńskie) wapienie, dolomity i anhydryty. Na szczycie oraz na północnym i południowym stoku znajdują się niewielkie wychodnie mioceńskiego bazaltu, stanowiące część dawnego komina wulkanicznego lub żył, które nie osiągnęły powierzchni ziemi. Bazalt Diablaka jest wykształcony w formie wielobocznych słupów. Unikatem są porwaki piaskowcowe, które w wyniku wysokiej temperatury również przybrały formę niewielkich termicznych słupków. Pod wychodniami bazaltu niewielka nisza skalna.
Takie ukształtowanie grzbietu, gdzie warstwy skalne zapadają łagodnie ku północy i są podcięte przez erozję od południa tworzy kuestę.
Południowe zbocza porośnięta są lasem świerkowym z domieszką gatunków liściastych, a północne zajmują pola uprawne i łąki.
Na podłożu bazaltowym rośnie wiele ciekawych roślin, m.in. wawrzynek wilczełyko, przylaszczka, barwinek pospolity, kopytnik pospolity, marzanka wonna.
Wzniesienie i wschodnia część grzbietu, położone są na terenie otuliny Parku Krajobrazowego "Chełmy".